# Kanton Gond-Pontouvre
Kanton Gond-Pontouvre (fr. Canton de Gond-Pontouvre) je francouzský kanton v departementu Charente v regionu Poitou-Charentes. Skládá se ze čtyř obcí.

## Obce kantonu
- Balzac
- Champniers
- Gond-Pontouvre
- Saint-Yrieix-sur-Charente